# Andrea Bernabè
Andrea Bernabè (Roma, 12 settembre 1969) è un ex pallavolista ed ex giocatore di beach volley italiano.

## Carriera

### Indoor
Nato a Roma, inizia le giovanili nella squadra della IV Circoscrizione della sua città, per poi passare al CUS Roma, con cui milita in serie A2 nella stagione 1988-89. Dopo un campionato di serie B2 con la selezione della II Circoscrizione, torna in A2 con la Lazio.
Nel 1991-92 arriva la prima stagione in serie A1, con la maglia della Pallavolo Città di Castello. Dalla stagione 1992-93 Bernabè disputa quattro campionati di serie A2, con Volley Forlì, Virtus Fano, di nuovo Forlì e poi 4 Torri Ferrara. Nelle stagioni 1996-97 e 1997-98 Bernabè torna in serie A1 con la Roma Volley.
Nel 1998-99 passa alla Schio Sport in serie B1, e nella medesima categoria gioca il campionato 2000-01 con il Volley Trasimeno. La squadra ottiene la promozione in A2 e cede i diritti alla neonata Umbria Volley, con cui il centrale romano vince il campionato di serie A2 2001-02.
Nel 2002-03 resta in serie A2, di nuovo a Schio, per poi fare ritorno a Perugia nel campionato di serie A1 2003-04. Nel 2004-05 passa in A2 al Volley Castelnuovo di Castelnuovo del Garda. L'anno successivo disputa la propria ultima stagione in A2 con la maglia della Volley dei Laghi Mantova, frutto della fusione tra la squadra di Castelnuovo del Garda e la Pallavolo Mantova.

### Beach volley
Bernabè pratica il beach-volley dal 1992 in coppia con Penteriani. Nel corso della carriera, conclusa nel 2008, gioca insieme a Pallotta, Marchiori, Galli, Marolda e Giumelli.
Nel World Tour del 1999 è l'unico italiano, in coppia con Fabio Galli, a sconfiggere Karch Kiraly. Nello stesso anno vince il Golden Gala di Monte Carlo, mentre nell'anno successivo è secondo al Master finale del Campionato italiano, che chiude al terzo posto nel 2007. Vince inoltre due tappe del campionato italiano e centra vittorie e podi in vari altri tornei nazionali e internazionali.